# João Álvares de Azevedo
João Alvares de Azevedo, capitão de Tânger.
Segundo D. Fernando de Meneses, autor da "Historia de Tanger, que comprehende as noticias desde a sua primeira conquista até á sua ultima ruina", depois da morte de  D. Pedro de Meneses, capitão de Tânger, João Álvares de Azevedo, que era contador da vila, foi eleito «para governar a guerra».
Mas em 25 de Março de 1552, houve «uma grande batalha com os mouros. Só se sabe concretamente que os nossos foram dispersos e que morreram alguns fidalgos e pessoas nobres, entre os quais figura Garcia de Sousa, Vasco Gomes de Mello, Jerónimo Pacheco, o capitão Manuel Marreiros, Aires Pinto, Álvaro de Siqueira e outros. Não é possivel fazer guerra sem acontecimentos adversos ; mas é dificil o oficio dos capitães que só se qualificam pelos prósperos. Devido a isto o rei não tardou a mandar sucessor, se bem que mais tarde, no tempo del rei D. Sebastião governou Ceuta [?] com inteira satisfação»
sucedeu-lhe Luís de Loureiro, que chegou a Tânger em 19 de Novembro de 1552. Ao cabo de três dias, depois de lhe entregar o governo, João Álvares foi-se para o Reino.